# Bezirk Radautz
Bezirkul Radautz (în română Rădăuți, în ruteană Radiwci) a fost un bezirk (bițârc-în graiul bucovinean) în Ducatul Bucovinei. Acesta cuprindea părți din centrul și vestul Bucovinei. Reședința bezirkului era orașul Rădăuți (Radautz). După Primul Război Mondial a devenit parte a României, iar în prezent este împărțit între România și Ucraina.

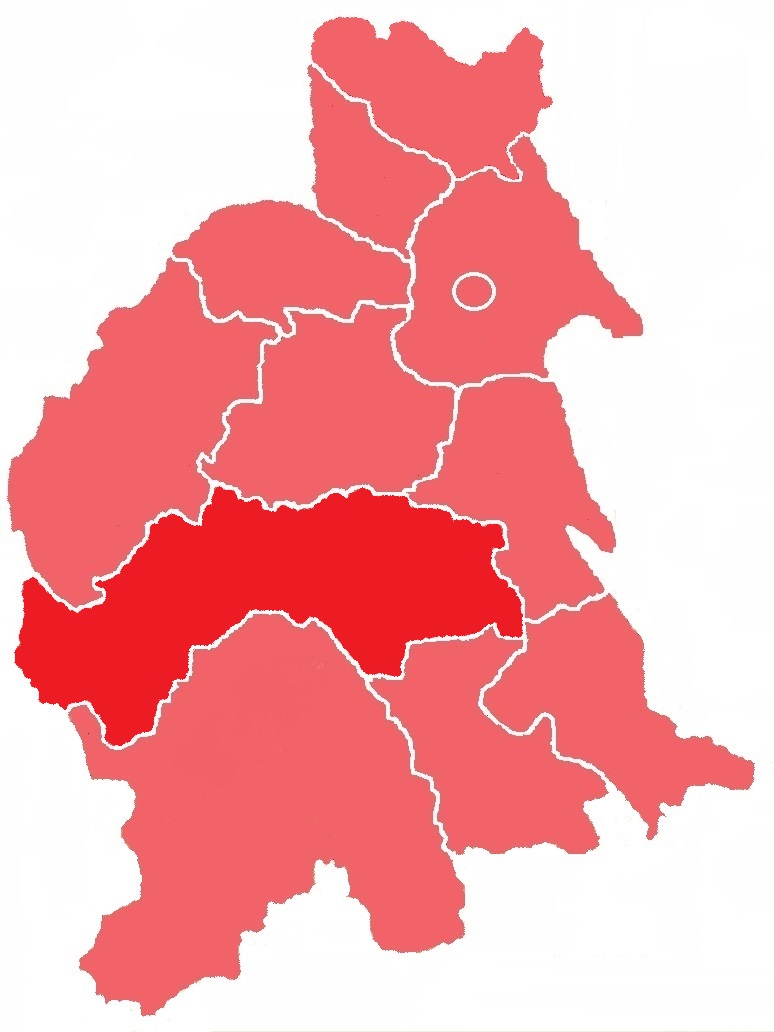
Bezirkul Radautz în 1910

## Istoric
Districtele politice moderne ale Monarhiei Habsbugice au fost create în jurul anului 1868 ca urmare a separării distictelor politice de cele judiciare. Bezirkul Rădăuți a fost creat în 1868 prin unirea districtelor judiciare Rădăuți (Gerichtsbezirk Radautz) și Solca (Gerichtsbezirk Solka). În 1886 a fost creat un nou district judiciar în cadrul bezirkului, districtul judiciar Seletin (Gerichtsbezirk Seletin), format din trei comune (Gemeinden) din districtul judiciar Rădăuți. Înființarea efectivă a acestui district judiciar a durat până pe 1 iunie 1888. La data de 1 octombrie 1893 districtul judiciar Solca a format, împreună cu districtul judiciar Gura Humorului (Gerichtsbezirk Gurahumora) din cadrul districtului politic Suceava (Bezirk Suczawa), districtul politic Gura Humorului (Bezirk Gurahumora). Astfel districtul politic Rădăuți a rămas din nou cu două districte judiciare: Rădăuți și Seletin. Din districtul judiciar Rădăuți, urmau să se deprindă în 1914 comunele Bilca, Gura Putnei, Putna și Vicovu de Jos și, respectiv comuna Straja din districtul judiciar Seletin, și să formeze un nou district judiciar, Vicovu de Sus (Gerichtsbezirk Ober-Wików, Wikiw Horisznyj- în ruteană). Din cauza izbucnirii Primului Război Mondial, districtul nu a mai fost înființat.
În Bezirkul Rădăuți trăiau în anul 1869 73.601 de persoane, iar în 1900 numărul de locuitori a crescut la 82.152. Populația era formată în anul 1900 din: 47.919 vorbitori nativi de limba română (58,3 %), 21.493 vorbitori nativi de limba germană (26,2 %), 8.864 vorbitori nativi de limba ruteană (10,8 %) și 3.326 vorbitori nativi de alte limbi (4,0 %). Suprafața bezirkului era în anul 1900 de 184,097 km² și cuprindea două districte judiciare cu 28 de comune și 5 Gutsgebieten (comunități private fără un consiliu local, gestionate de proprietarii acestora).
| Anul | Locuitori | Vorbitori nativi de germană | Vorbitori nativi de ruteană | Vorbitori nativi de română | Vorbitori nativi de alte limbi |
| ---- | --------- | --------------------------- | --------------------------- | -------------------------- | ------------------------------ |
| 1869 | 73.601    |                             |                             |                            |                                |
| 1880 | 81.410    | 17.336                      | 7.003                       | 52.288                     | 4.645                          |
| 1890 | 92.554    | 20.687                      | 8.837                       | 58.080                     | 4.297                          |
| 1900 | 82.152    | 21.493                      | 8.864                       | 47.919                     | 3.326                          |

## Localități
În anul 1910 bezirkul Rădăuți era format din districtele judiciare Rădăuți și Seletin.
Gerichtsbezirk Radautz:
- Orașul Rădăuți (Radautz în germană, Radiwci în ruteană)
- Măneuți (Andrásfalva)
- Bădeuți (Badeutz)
- Bilca (Bilka)
- Burla (Burla)
- Costișa (Kostischa)
- Frătăuții Vechi (Alt Fratautz)
- Frătăuții Noi (Neu Fratautz)
- Voievodeasa (Fürstenthal)
- Horodnic de Sus (Ober Horodnik)
- Horodnic de Jos (Unter Horodnik)
- Gălănești (Galanestie)
- Gura Putnei (Karlsberg)
- Marginea (Mardzina)
- Milișăuți (Milleschoutz)
- Putna (Putna)
- Satu Mare (Satulmare)
- Sucevița (Suczawitza)
- Vicovu de Sus (Ober Wikow)
- Bivolărie (Biwoleria)
- Vicovu de Jos (Unter Wikow)
- Voitinel (Woytinell)
- Volovăț (Wollowetz)

Gerichtsbezirk Seletin:
- Seletin (Seletin)
- Șipotele Sucevei (Schipoth)
- Straja (Strasza)
- Izvoarele Sucevei (Iswor)
- Rusca (Ruska)
- Paltin (Paltin)
- Ulma (Ulma)
- Nisipitu (Nesepitul)
- Sărata (Sarata)
- Moldova-Sulița (Moldawa Sulitza)